# Dicypellium
Dicypellium é um género botânico pertencente à família Lauraceae. Este gênero é nativo e endêmico da América do Sul, mais precisamente da Amazônia Brasileira.
São árvores, com flores sem invólucro, ovário superior, nenhum ou poucos estames férteis, quatro anteras e nenhuma sépala, o fruto é envolto em uma cúpula. 
Um exemplo de árvore desse gênero é Dicypellium caryophyllaceum, conhecido como "cravo-de-maranhão", chegando até 30 metros de altura, encontrado no Pará e no Maranhão.